# 徐晨
徐 晨（じょ しん、シュー・チェン、英語: Xu Chen、1984年11月29日 - ）は、中華人民共和国の男子バドミントン選手。ロンドン五輪の混合ダブルス銀メダリスト。混合ダブルスでの世界ランク最高位は1位。

## 経歴
男子ダブルスでは、郭振東とのペアで世界ランク3位まで到達。
2012年から混合ダブルスで馬晋とペアを組む。
ロンドン五輪、世界選手権、アジア競技大会、アジア選手権等で準優勝を達成。BWFワールドツアービッグタイトルであるインドネシア・オープンでは2連覇を達成している。